# René Binet (professeur)
 (avril 2020).
Si vous disposez d'ouvrages ou d'articles de référence ou si vous connaissez des sites web de qualité traitant du thème abordé ici, merci de compléter l'article en donnant les références utiles à sa vérifiabilité et en les liant à la section « Notes et références ».
Pour les articles homonymes, voir René Binet et Binet.
René Binet, né le 23 janvier 1732 à Notre-Dame-du-Thil et mort le 31 octobre 1812 à Paris, est un professeur et traducteur français.

## Biographie
Après ses études avec succès au collège de Sainte-Barbe, il a été nommé professeur. Il enseigne d'abord  le français et le latin à l'École militaire, du 1er janvier 1761 au 15 octobre 1763, puis au collège du Plessis, où il a enseigné la rhétorique jusqu'en 1793, époque de la suppression des collèges. Il avait été élu Recteur de l'Université en 1779 & 1780 puis d'avril 1791 à octobre 1793.
Ayant perdu, en même temps, la place de recteur de l’université de Paris qu’il occupait, mais dévoué à l’instruction publique, il accepta alors une modeste chaire de langues anciennes à l’école centrale du Panthéon où il fut nommé le 17 germinal an 3 (6 avril 1795) mais ne fut mis en activité que le 1er prairial an 4 (20 mai 1796). Il occupa, à partir de ventôse an 10 (mars 1802), la chaire de littérature de cette école. 

Enfin il a été nommé proviseur du lycée Bonaparte à Paris.

## Traductions
Du latin
- Horace : Œuvres, avec le texte en regard, 1783, 1 vol. in-12; 4e édition revue par Jannet, Paris, 1786, 2 vol. in-12 ;
- Valère Maxime : Œuvres, 2 vol. in-8°, 1795 ;
- Virgile : Œuvres, avec le texte en regard, 1803-1804, 4 vol. in-12 ;

De l'allemand
- Christoph Meiners : Histoire de la décadence des mœurs chez les Romains et de ses effets dans les derniers tems de la République, 1793, in-12.